# Rui Nogueira
Rui Nogueira est un écrivain et journaliste portugais, critique de cinéma, né le 28 septembre 1938 à Porto. 

## Biographie
Rui Nogueira est né au Portugal, pays qu'il a quitté enfant pour le Mozambique. Il s'installe à Paris en 1961, où il devient journaliste et collaborateur de Henri Langlois à la Cinémathèque française. Puis il est critique de cinéma à Paris. 
Il est le délégué de la section Cinéma d'aujourd'hui au Festival International du Jeune Cinéma d’Hyères dans le Var. Il programme des films proches de ceux proposés alors par la Quinzaine des réalisateurs. 
En 1977 à l’invitation du producteur Claude Richardet, il prend avec sa femme Nicoletta Zalaffi (née à Venise en 1932, décédée en 1994) la direction du Centre d’Animation Cinématographique de Genève en Suisse durant 33 années.
Il possède une impressionnante collection d'affiches et de photo de cinéma et plus de 1000 films. Il en a fait don à la Cinémathèque Suisse.

## Publications
- Le Cinéma selon Melville, coll. « Cinéma 2000 », Seghers, 1974, postface de Philippe Labro, prix Armand-Tallier 1974[5],[6]
  - Le Cinéma selon Melville, éditions de l'Étoile / Cahiers du cinéma, 1996
  - Le Cinéma selon Jean-Pierre Melville, éditions Capricci, 2021, 224 pages. Édition illustrée est augmentée d’un chapitre inédit sur Le Chagrin et la Pitié de Marcel Ophüls et d'une postface de Rui Nogueira